# Celia Mara
Célia Mara (nascida em 27 de julho de 1961) é uma cantora, compositora e produtora brasileira que vive desde a década de 1990 em Viena, Áustria e desde 2003 também parcialmente em Salvador, Bahia.

## Estilo
Ela se define como "bastardista": violando as estruturas de raça, gênero e classe; um híbrido; principalmente mulheres, mestiças, fora das regras, ilegítimas, de raça impura...; ou "nu Brazilian sabor", apresentando uma batida universal multicultural com fortes raízes brasileiras, cantando em português, inglês, alemão, francês e espanhol. Célia Mara faz parte do movimento plataforma para a cultura feminina famosa.
Célia Mara nasceu em Pedra Azul, Minas Gerais, uma pequena cidade do Vale do Jequitinhonha, uma das atuais regiões mais pobres do mundo. Politicamente, ela cresceu sob um regime militar. Começou sua carreira musical aos 14 anos, como autodidata no violão. Altamente influenciada pelo tropicalismo revolucionário, começou cedo a tocar músicas de Caetano veloso, Gilberto Gil, Chico Buarque mas também de Mercedes Sosa e composições próprias em eventos locais. Em 1979, foi a primeira menina (e compositora) do Vale de Jequintinhonha a participar num evento regional, o festival "Los procurados", organizado por Tadeu Martins. Mais tarde morou em Belo Horizonte (fez shows no cabaré mineiro "Palácio das Artes") se apresentando também no Rio de Janeiro e no sesc Pompeia em São Paulo, apresentando uma fusão entre canções rurais e urbanas. Aparições na TV como em Som Brasil de Rolando Boldrin, na Rede Globo deram um empurrão em sua carreira.

## Europa
No início dos anos 1990, sua primeira turnê europeia a levou a pequenos clubes e festivais menores na Alemanha, Suíça, Áustria e norte da Itália. Em 1993, mudou-se para a Áustria, tendo carreira solo e duo, apresentando-se em importantes festivais regionais de jazz Jazzfestival–Burghausen e Jazzfest–Jena. Em 1997, fundou a banda latina potênciaX com sede na Áustria – com Herwig Gradischnig, Ingrid Oberkanins e outros. Utilizando programas de som, foi influenciada pelo pop bastardo e pela arte de remixar.
O "sombastardo" de Célia Mara é uma mistura centro-europeia-brasileira, ligada ao movimento mestiço espanhol – Manu Chao, Amparo Sanchez, Ojos de Brujo, fusão vienense Joe Zawinul e música brasileira Tom Zé, Vanessa da Mata, Seu Jorge, Lenine, Carlinhos Brown.
Célia Mara é gerida e produzida desde 1996 por Silvia Jura Santangelo. Eles correm o rótulo: "globalista: mídia sem fronteira".
Em 8 de março de 2011, Célia Mara obteve a Cidadania Austríaca de honra.

## Discografia
- Santa Rebeldia (2008; globaCD_SR08) [4]
- Bastardista (2005; globa_CD05)
- Necessário – ao vivo na ORF Radiokulturhaus (2000; art libre/ORF globa_CD00)
- Hot Couture do samba (1998; art libre) globa_CD98)

## Prêmios
- 2000: Concerto Poll: melhor artista de música do mundo Áustria
- 2003: herta pammer preis para o evento: a cultura é nossa arma
- 2006: copa da cultura, prêmio de exportação da cultura brasileira para Bastardista